# 铜色杜鹃
铜色杜鹃（学名：Rhododendron viscidifolium）为杜鹃花科杜鹃花属下的一个种。

## 扩展阅读
- 維基物種上的相關：铜色杜鹃